# حمديتو أحمد
حمديتو أحمد هو لاعب كرة قدم سوداني، وهو أول هداف أجنبي للدوري المصري الممتاز، وكان ذلك في ثاني مواسم البطولة 1949–50، أحرز للترسانة 10 أهداف رغم كونه الموسم الأول له مع الفريق.